# Biserica fortificată din Mănărade
Biserica fortificată din Mănărade, județul Alba, este un monument istoric și de arhitectură construit pe locul unei biserici gotice datate la începutul secolului al XV-lea. Zidul medieval de apărare a fost păstrat, la fel ca și turnul de incintă, care a fost transformat în anul 1832 în clopotniță. Biserica are forma actuală din anul 1869. Figurează pe lista monumentelor istorice 2010, cod LMI AB-II-a-B-00250.

## Istoric și trăsături
În evul mediu a fost posesiune a Mănăstirii Igriș. Vechea biserică gotică, devenită neîncăpătoare, a fost demolată în sec. al XIX-lea. A fost păstrat doar turnul de incintă, care în anul 1832 a primit destinația de turn-clopotniță. Tot din vechea biserică gotică se mai păstrează cristelnița de piatră.
Ansamblul are forma actuală din 1869. Fortificația constă din turnul de poartă, un zid concentric, iar în interiorul incintei corpul principal al bisericii. 
Imediat după 1989 comunitatea săsească din Mănărade, de confesiune evanghelică, a emigrat în Germania. La recensământul din 1992 au fost înregistrați 20 de germani (față de 613 în 1930). 
În condițiile în care comunitatea română unită din Mănărade, care în 1930 număra 418 persoane, redusă la 106 persoane în 1992, nu a obținut permisiunea de a folosi vechea biserică greco-catolică din localitate, conducerea Bisericii Române Unite cu Roma a ajuns la o înțelegere cu Consistoriul Evanghelic de la Sibiu, care a acordat comunității greco-catolice dreptul de a folosi biserica evanghelică. Comunitatea săsească și Mitropolia Blajului s-au ocupat de restaurarea exterioară și interioară a acestui monument.
Orga bisericii a fost construită în anul 1868 de meșterul vienez Carl Hesse. Instrumentul se află în stare de degradare.

## Galerie de imagini

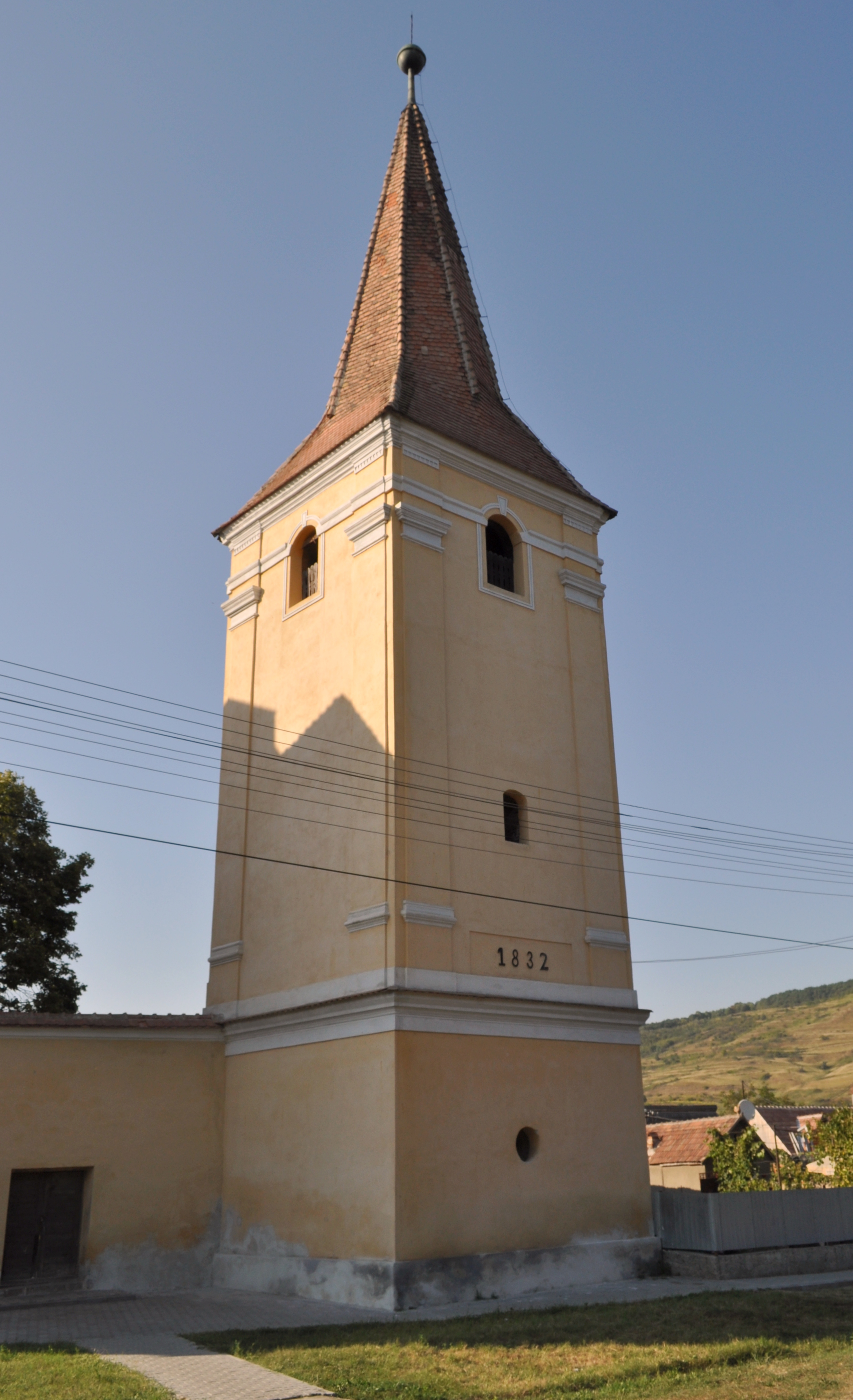